# Тролль (нефтегазовое месторождение)
Тролль, Блок 31/2 — крупное шельфовое нефтегазовое месторождение, которое находится на территории континентального шельфа Норвегии. Открыто в 1979 году. Глубина моря здесь составляет приблизительно 350 м.
Месторождение Тролль состоит из 2 структур — Западный и Восточный Тролль. Извлекаемые запасы месторождения оцениваются от 250 млн до 750 млн тонн нефти, а природного газ составляет 1,3 трлн м³. Плотность нефти составляет 0,845 г/см³ или 35,9° API. Содержание серы составляет 0,14 %.
Продуктивные залежи находятся на глубине 1,3-1,6 км. Добыча природного газа началась в 1996 году, нефти — 1997 году. Добыча нефти на Тролле осуществляется с помощью платформ Тролль-В и Тролль-С, а природный газ добывают с платформы Тролль-А.

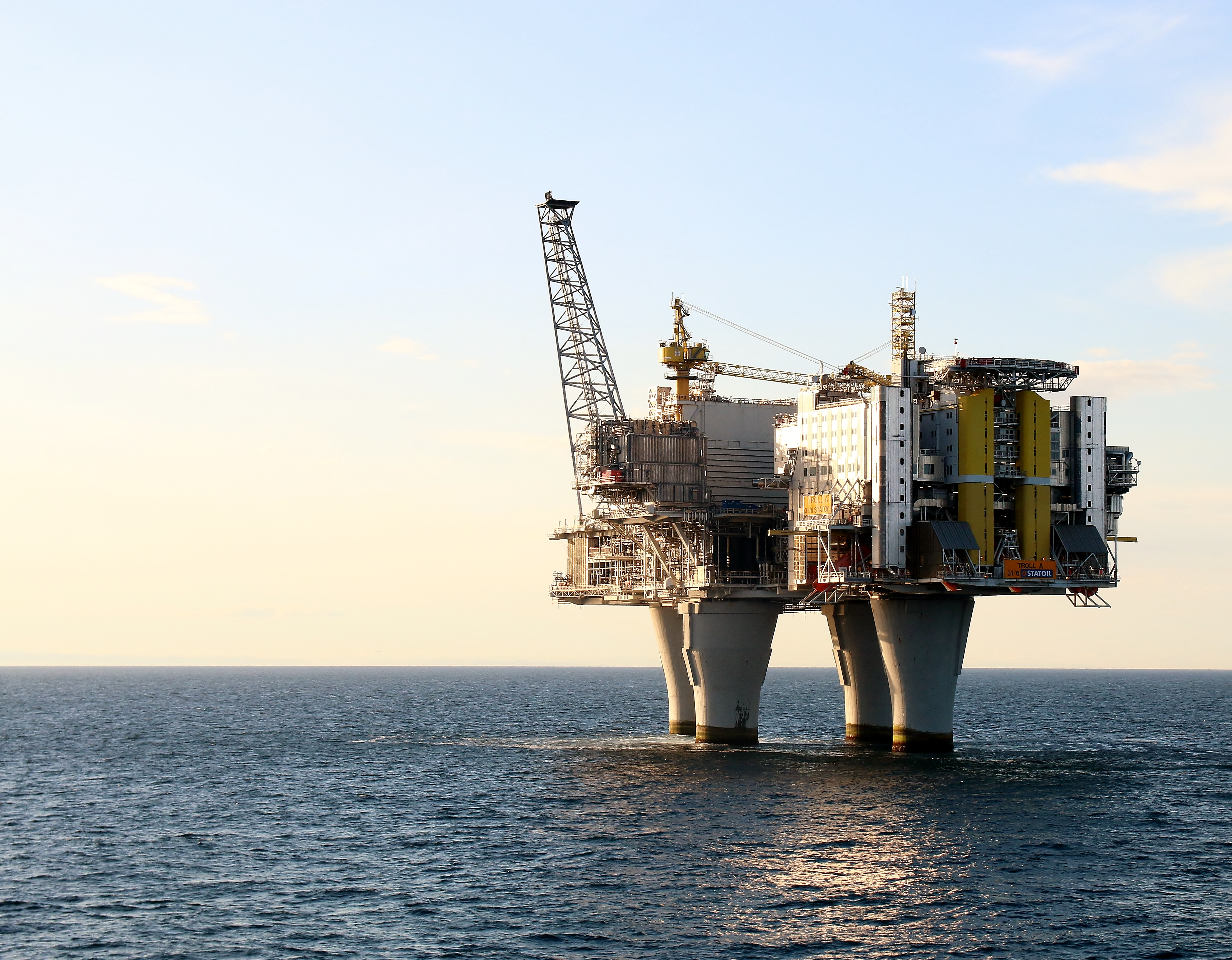
платформа Тролль-А
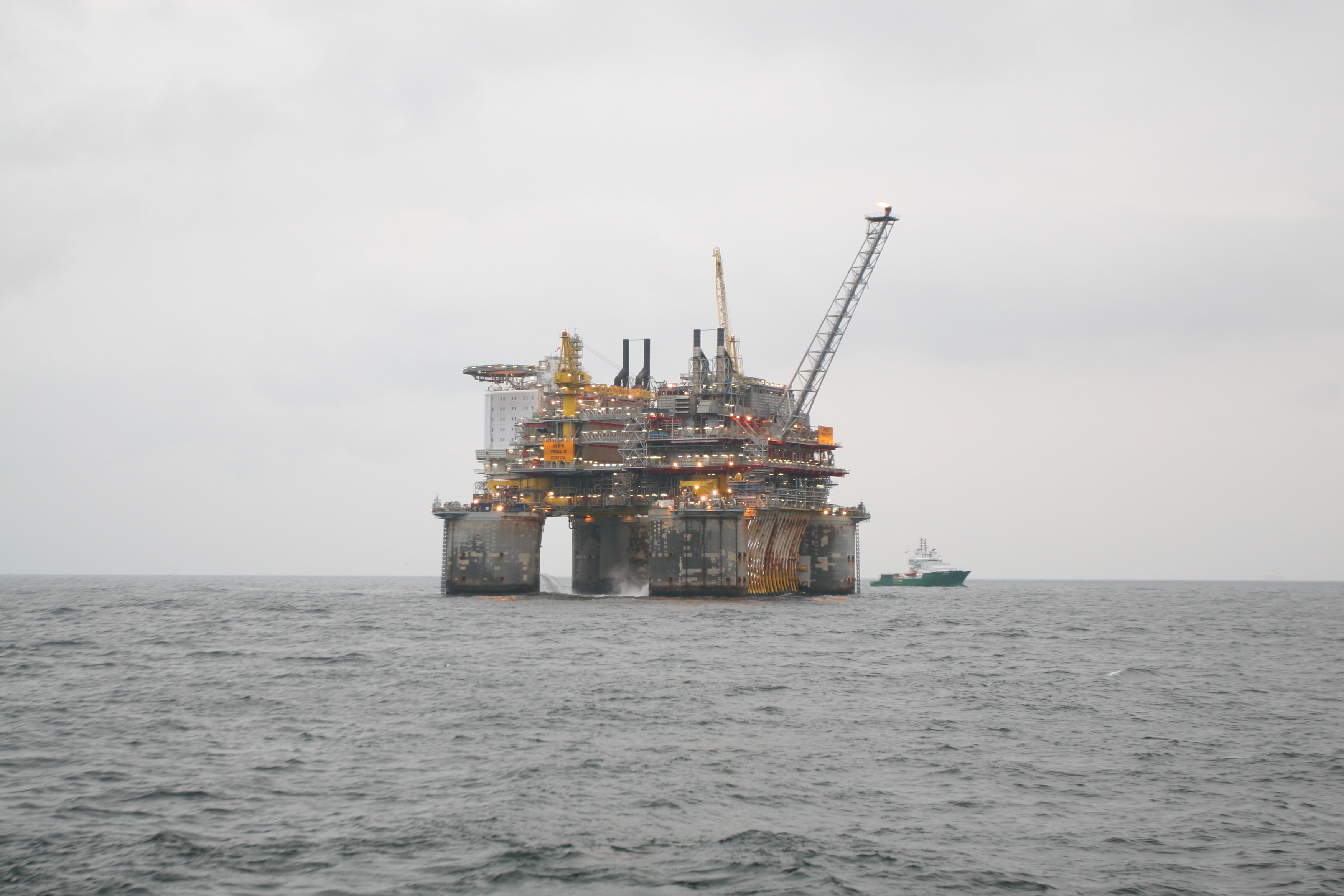
платформа Тролль-B
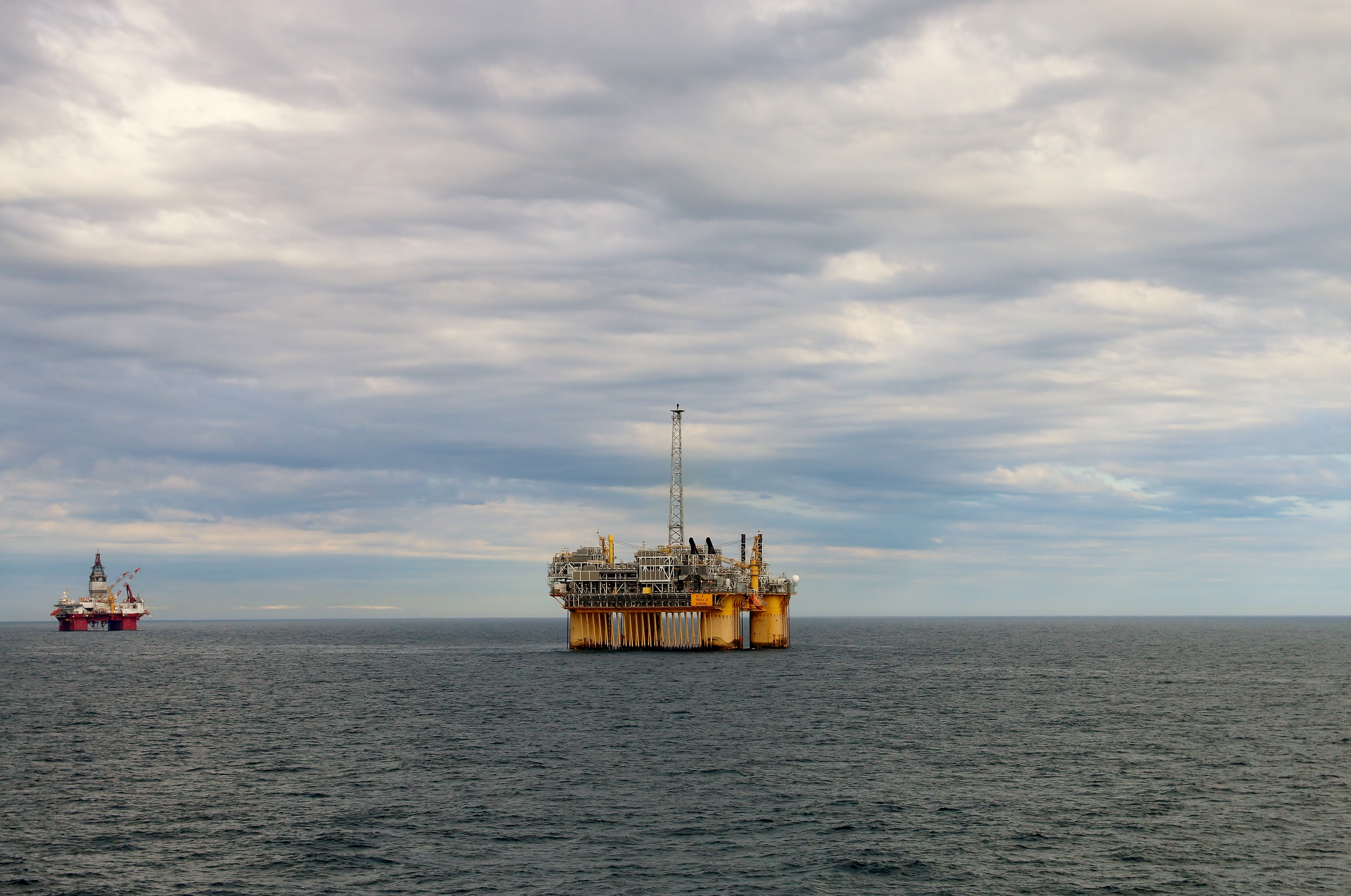
платформа Тролль-C

Оператором месторождения является норвежская нефтяная компания Statoil. Добыча нефти в 2006 году составила 19 млн тонн.
Обустройство газового месторождения Тролль в какой-то мере можно считать уникальным. В 1996 году здесь была введена в эксплуатацию гигантская буровая платформа, представляющая собой производственный и жилой комплекс. Вес этой платформы составляет 660 тыс. т, и буксировали её к месту установки самые мощные в мире буксиры. Общая высота платформы — 472 м, из которых 300 м приходятся на подводную часть. В качестве балласта для обеспечения необходимой устойчивости в полое бетонное основание платформы через специальные клапаны залита морская вода. Под действием массы балласта и давления воды нижняя секция платформы погрузилась в морское дно на 11 м, где и останется на 70 лет предполагаемого срока службы этой буровой. Персонал платформы работает по вахтовому методу. Вахта для каждой смены, состоящей из 60-70 человек, продолжается две недели.